# Erich Ettlin
Erich Ettlin (Kerns, 30 mei 1962) is een Zwitsers politicus voor de Christendemocratische Volkspartij (CVP/PDC) uit het kanton Obwalden. Hij zetelt sinds 2015 in de Kantonsraad.

## Biografie

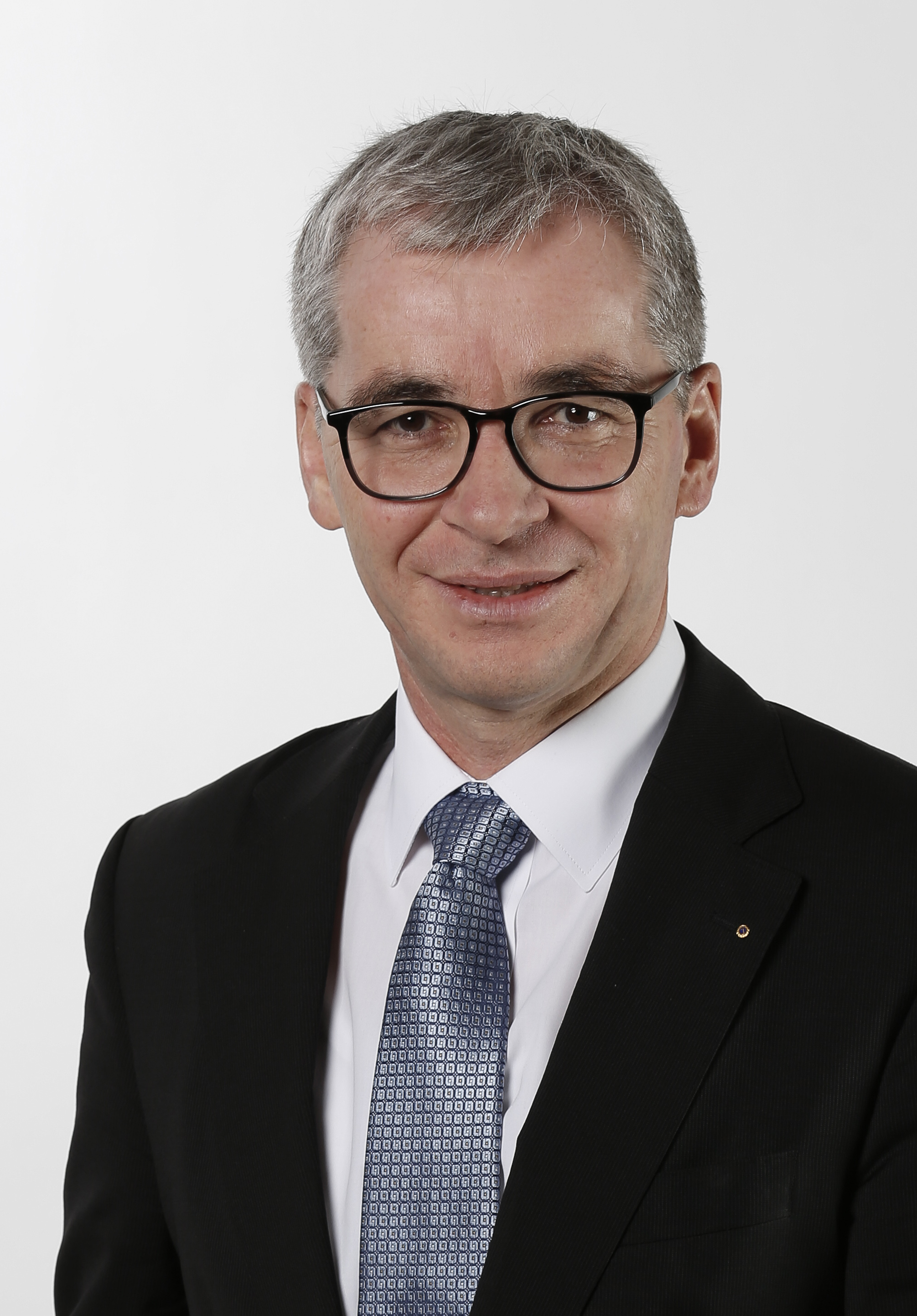
Erich Ettlin in 2015.

Bij de parlementsverkiezingen van 2015 stelde het uittredend Kantonsraadslid uit Obwalden Hans Hess zich niet meer herverkiesbaar. Erich Ettlin stelde zich hierop kandidaat om Hess op te volgen. In de eerste ronde op 18 oktober 2015 verkreeg hij 6.754 stemmen (44,8%) en was hij koploper in de uitslag. Hij behaalde echter niet de vereiste absolute meerderheid. In de tweede ronde trok Adrian Halter (SVP/UDC) zich terug en behaalde Ettlin 7.441 stemmen (54,2%), tegenover 6.283 stemmen (45,8%) voor zijn overgebleven tegenkandidaat André Windlin (FDP/PLR).
Bij de parlementsverkiezingen van 2019 en 2023 was Ettlin de enige kandidaat om zichzelf op te volgen, waardoor hij bij wijze van stilzwijgende verkiezing werd herverkozen.